# Rihanna
Robyn Rihanna Fenty, nota semplicemente come Rihanna (Saint Michael, 20 febbraio 1988), è una cantante, modella, attrice, imprenditrice e diplomatica barbadiana.
Si è trasferita negli Stati Uniti d'America all'età di 16 anni grazie a un contratto discografico, sotto la guida di Evan Rogers. Ha debuttato nel 2005 all'età di 17 anni con l'album Music of the Sun, entrato alla decima posizione della Billboard 200, e il singolo di successo Pon de Replay, che ha raggiunto la seconda posizione della Billboard Hot 100. Nel 2006 è stata la volta del secondo album A Girl like Me, il cui singolo di lancio SOS è divenuto la sua prima hit numero uno nella classifica statunitense, mentre nel 2007 ha consolidato ulteriormente la sua già affermata notorietà mondiale con il terzo album Good Girl Gone Bad e alle sue riedizioni, da cui sono stati estratti i singoli Umbrella, Don't Stop the Music, Disturbia e Take a Bow.
Dopo Rated R, uscito nel 2009, portato al successo grazie ai singoli Russian Roulette e Rude Boy, è tornata nel 2010 con il quinto album Loud, da cui vengono estratti i singoli di successo Only Girl (in the World), What's My Name? e S&M. Nel 2011 ha pubblicato il sesto album Talk That Talk, contenente il singolo We Found Love con Calvin Harris, diventato il più venduto della cantante. Nel 2012 è stato rilasciato il settimo album Unapologetic, contenente le hit mondiali Diamonds e Stay, cui ha fatto poi seguito una pausa di quattro anni fino al ritorno sulle scene musicali con l'ottavo album Anti (2016). Nel 2022, grazie al brano Lift Me Up, facente parte della colonna sonora del film Black Panther: Wakanda Forever, ha ricevuto una candidatura sia ai Golden Globe che ai Premi Oscar 2023 come miglior canzone originale.
In oltre vent'anni di carriera ha venduto oltre 250 milioni di copie tra album e singoli digitali, di cui 100 milioni solo entro i confini statunitensi, che la pongono tra gli artisti di maggior successo nella storia della musica. Ha ottenuto quattordici singoli al primo posto e 30 nella top 10 della Billboard Hot 100 risultando la terza artista in assoluto ad avere più hit al numero uno della classifica statunitense. Il 31 maggio 2024 diventa l'artista donna con il maggior numero di singoli certificati disco di diamante negli Stati Uniti d'America, ossia sette. Dal 2021 Rihanna risulta essere l'artista femminile più ricca del mondo secondo la rivista Forbes, che le attribuisce un patrimonio stimato di circa 1,7 miliardi, e nel 2022 la stessa rivista l'ha dichiarata la più giovane miliardaria degli Stati Uniti d'America, nonchè una delle donne più potenti al mondo.
Durante la sua carriera Rihanna ha accumulato nove Grammy Award (prima artista della sua nazione ad aggiudicarsi il prestigioso riconoscimento), tredici American Music Award, un ugual numero di Billboard Music Award e due BRIT Award, oltre ad aver ricevuto un riconoscimento speciale, l'Icon Award, agli American Music Awards del 2013 per aver influenzato profondamente la cultura pop a livello globale e il Fashion Icon Award del 2014 dal Council of Fashion Designers of America.
Il 21 settembre 2018 Mia Mottley, primo ministro di Barbados, ha nominato Rihanna ambasciatrice straordinaria e plenipotenziaria, affidandole la responsabilità di promuovere il sistema educativo, il turismo e gli investimenti per l'isola. Il 30 novembre 2021, nell'ambito della cerimonia di proclamazione della repubblica di Barbados, Rihanna viene nominata «eroina nazionale» dalla presidente Sandra Mason.

## Biografia

### Infanzia ed esordi

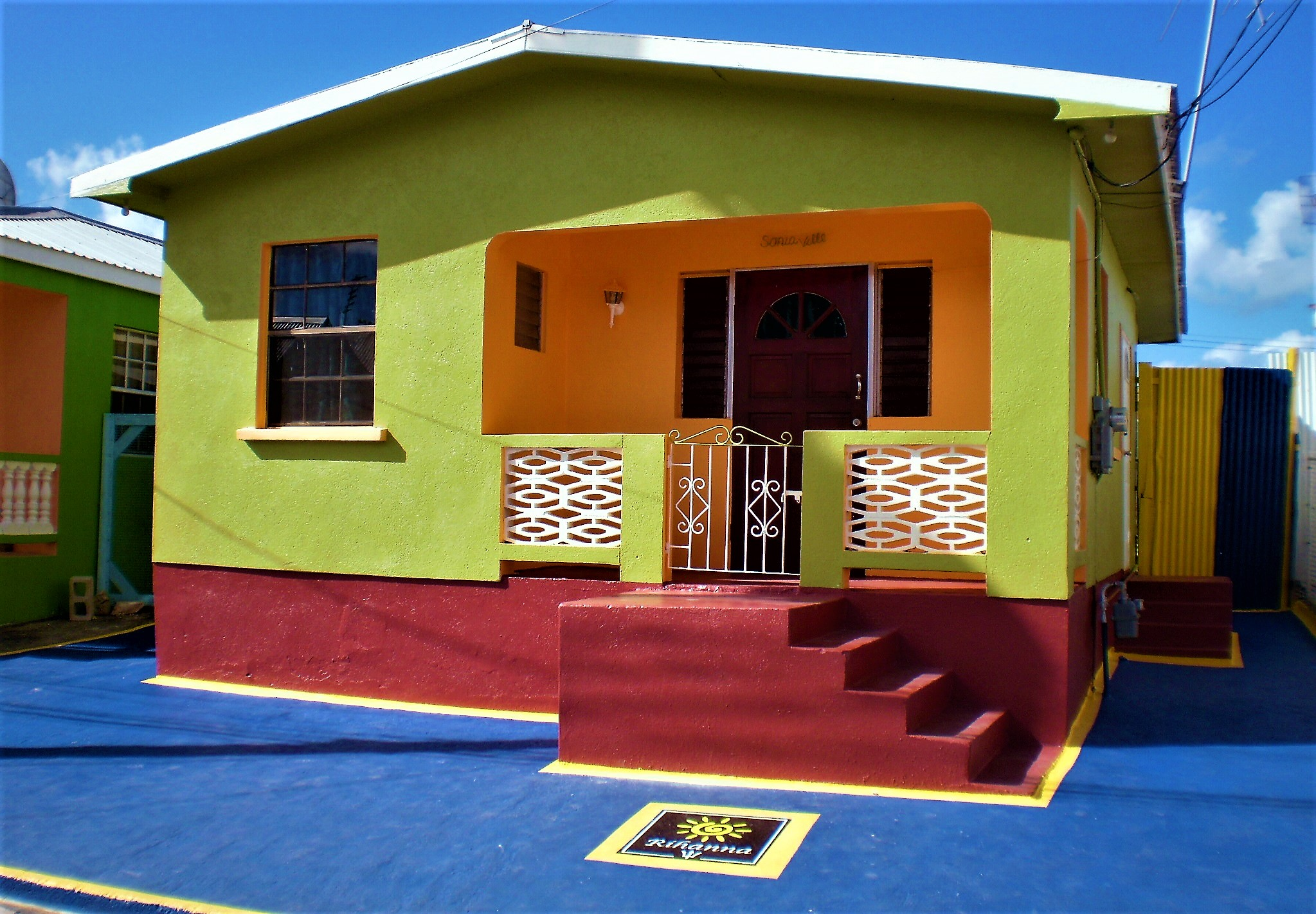
La casa dove nacque Rihanna, a poca distanza dal porto di Bridgetown, in una foto del 2017.

Robyn Rihanna Fenty è nata il 20 febbraio 1988 a Bridgetown, nell'isola di Barbados, da Ronald Fenty, un capo magazziniere metà afro-barbadiano e metà irlandese, e di sua moglie Monica Fenty (nata Braithwaite), una contabile nativa della Guyana, ma per metà afroamericana. Rihanna ha inoltre due fratelli minori di nome Rorrey e Rajad ed ha, inoltre, due sorelle ed un fratello dal lato paterno (Kandy, Samantha e Jamie) nati da tre madri diverse prima del matrimonio dei genitori della cantante.
La famiglia viveva in un bungalow con tre camere da letto nella periferia della capitale, dove l'infanzia della bambina venne profondamente segnata, oltre da una condizione di estrema povertà, dal divorzio dei suoi genitori, avvenuto quando lei aveva quattordici anni, per via soprattutto dei ripetuti abusi fisici sulla madre da parte di Ronald, alcolizzato e dipendente da varie droghe quali crack ecocaina. Frequentò le scuole elementari nel suo paese natale, presso l'istituto Charles F. Broome Memorial School, dove molto spesso fu vittima di atti di bullismo a causa del suo colorito di pelle troppo «chiaro» rispetto ai compagni. È cresciuta sviluppando una passione viscerale per la musica, in particolare quella reggae di Sizzla e Damian Marley, e R&B, grazie ad artisti quali Mariah Carey e Whitney Houston, ed ha iniziato a cantare all'età di 7 anni. Successivamente studiò presso la Combermere School, dove ebbe l'idea di formare un trio musicale con due sue compagne di classe all'età di quindici anni. All'età di undici anni prestò poi servizio nei Barbados Cadet Corp, ossia il corpo d'addestramento basico delle forze di difesa barbadiane, dove ebbe come sergente istruttore la cantante Shontelle.
Nel 2003 Rihanna e il suo gruppo furono presentati al produttore Evan Rogers, che era solito trascorrere le vacanze a Barbados con sua moglie. Il gruppo si esibì con il singolo delle Destiny's Child Emotions. Colpito soprattutto dalla sua straordinarie abilità nel canto, Rogers insistette per organizzare un secondo incontro con solo Rihanna e la madre nella sua abitazione di Stamford in Connecticut. Appena compiuti i sedici anni, la ragazza si trasferì negli Stati Uniti d'America seguendo gli spostamenti di Evan e di sua moglie. In seguito Carl Sturken la aiutò a incidere quattro canzoni demo, tra le quali la ballata Last Time, la reinterpretazione di Whitney Houston For the Love of You e quello che sarebbe divenuto il suo primo successo, Pon de Replay. I demo furono spediti a varie case discografiche. Alcune sue incisioni giunsero quindi alle orecchie di Jay-Z, presidente della Def Jam Recordings che, malgrado pensasse inizialmente che Pon de Replay fosse una «hit troppo grande» per essere affidata a un'artista esordiente, scritturò ugualmente Rihanna per un'audizione. Nel 2005 Rihanna si presentò quindi negli studi della Def Jam New York davanti a Jay-Z e il produttore L.A. Reid, cantando For the Love of You di Withney Houston, un'esibizione che le valse il suo primo contratto discografico per sei album.

### 2005-2006:Music of the SuneA Girl like Me

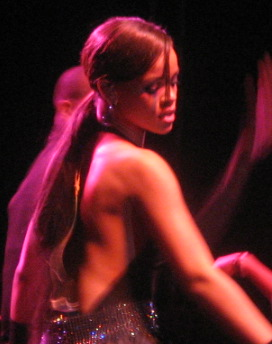
Rihanna mentre si esibisce al Jingle Ball nel 2005

Dopo aver firmato un contratto discografico con la Def Jam, Rihanna ha passato i tre mesi successivi a completare il suo album di debutto. Il 12 agosto 2005 uscì il suo album di debutto, Music of the Sun, destinato ai soli Stati Uniti d'America. Scritto e prodotto insieme ad Evan Rogers, Carl Sturken, Stargate e Poke & Tone, l'album esordì alla decima posizione della Billboard 200, con una vendita di 69 000 copie nella prima settimana di disponibilità. A distanza di cinque mesi dall'uscita, l'album venne certificato disco d'oro dalla RIAA per le oltre 500 000 copie vendute; Music of the Sun vendette più di due milioni di copie in tutto il mondo, di cui 623.000 negli Stati Uniti d'America.
Dieci giorni più tardi, il 22 agosto, venne pubblicato il suo singolo di debutto nonché primo estratto dall'album, Pon de Replay, che si aggiudicò il secondo posto sia della Billboard Hot 100 che della Official Singles Chart in Regno Unito. Il singolo diventò presto una vera e propria hit a livello globale, tanto da fare il suo ingresso nella top 10 di quindici paesi, tra cui anche l'Italia. Il secondo singolo estratto, If It's Lovin' that You Want fu rilasciato il 2 dicembre 2005 ed ebbe meno successo del precedente, arrivando alla posizione 36 della Billboard Hot 100 e all'undicesima della Official Singles Chart; raggiungendo comunque la Top 10 in Australia, Irlanda e Nuova Zelanda.
Un mese dopo la pubblicazione di Music of the Sun, Rihanna iniziò già a comporre materiale per il suo secondo album in studio, il primo ad essere distribuito in tutto il mondo. Rihanna compose l'album nuovamente con la supervisione di Evan Rogers, Carl Sturken, Stargate, J. R. Rotem e Ne-Yo. Pubblicato il 10 aprile 2006, il secondo album A Girl like Me ottenne un successo maggiore commerciale, raggiungendo la quinta posizione della Billboard 200 e vendendo circa 115 000 copie nella prima settimana. Poco tempo dopo è stato certificato disco di platino dalla RIAA per aver raggiunto la soglia del milione di copie vendute.
Il singolo di lancio, SOS, è stato pubblicato il 7 marzo 2006 ed ha raggiunto la vetta della Billboard Hot 100, diventando la sua prima numero uno. Il secondo singolo, Unfaithful, è stato pubblicato il 14 luglio 2006 in Italia. Rivelatosi un successo come il precedente, Unfaithful ha raggiunto la top-ten in diciotto paesi, anche negli Stati Uniti d'America dove ha raggiunto la sesta posizione, e la vetta in Canada, Svizzera e Ungheria. Il 21 agosto 2006 esce nelle radio statunitensi We Ride, il terzo singolo. Il singolo non ebbe un buon successo, rimanendo sconosciuto negli Stati Uniti d'America e fermandosi alla posizione 17 nel Regno Unito. Per ovviare a questo inconveniente il 14 dicembre 2006 esce il brano Break It Off per il mercato statunitense, cantato insieme a Sean Paul e che ha raggiunto la nona posizione della Billboard Hot 100. Tra il 1º giugno 2006 e il 29 settembre 2006 Rihanna ha tenuto il suo primo tour da solista, il Rihanna: Live in Concert Tour, mentre tra novembre 2006 e febbraio 2007 ha aperto gli spettacoli europei del PCD World Tour delle Pussycat Dolls.

### 2007-2008: il successo diGood Girl Gone Bad, la ristampa e i remix

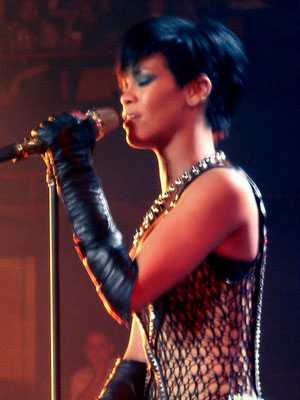
Rihanna a Brisbane durante il suo Good Girl Gone Bad Tour nel 2008

Il 30 maggio 2007 esce il terzo album di Rihanna, Good Girl Gone Bad, prodotto principalmente da Timbaland, will.i.am e Sean Garrett. Good Girl Gone Bad è composto da brani dance e up-tempo, si allontana molto dai suoi primi due album, dal ritmo caraibico. L'album è arrivato in testa alle classifiche in Regno Unito, Canada, Irlanda, Giappone e in Russia e alla seconda negli Stati Uniti d'America e in Australia. Il singolo di lancio, Umbrella, cantato insieme a Jay-Z, è stato pubblicato il 29 marzo 2007 negli Stati Uniti d'America e il 25 maggio in Europa ed ha raggiunto la vetta di 13 paesi mondiali e la top-five in Italia, dove si è piazzato alla seconda posizione. Il singolo è stato alla numero uno in Regno Unito per dieci settimane consecutive, divenendo il primo singolo a stare più tempo alla numero uno nel Paese da Love Is All Around dei Wet Wet Wet che era stato per quindici settimane in vetta nel 1994.
Il 12 giugno esce negli Stati Uniti d'America il secondo singolo Shut Up and Drive, che ha raggiunto la quinta posizione della Official Singles Chart britannica e la quindicesima della Billboard Hot 100 statunitense. Il relativo video musicale è stato pubblicato il 25 giugno 2007. Come terzo singolo esce Hate That I Love You, scritto da Ne-Yo e cantato insieme a quest'ultimo. Il brano è stato pubblicato il 21 agosto 2007 negli Stati Uniti d'America. Tuttavia il singolo riesce ad avere un buon successo piazzandosi alla settima posizione della chart statunitense. Il suo video è stato pubblicato il 28 settembre 2007. Come quarto singolo esce Don't Stop the Music il 7 settembre 2007 ed ha tuttavia avuto un ottimo successo globale arrivando in vetta a 9 classifiche mondiali.
Il suo video è stato pubblicato il 26 luglio 2007. L'8 maggio 2008 esce If I Never See Your Face Again cantato insieme ai Maroon 5, estratto come primo singolo dalla riedizione di Good Girl Gone Bad, Good Girl Gone Bad: Reloaded. Il singolo riesce tuttavia ad avere un discreto successo soprattutto in Australia, dove ha raggiunto l'undicesima posizione. Il suo video è stato pubblicato il 23 aprile 2008. La promozione di Good Girl Gone Bad: Reloaded va avanti con il singolo Take a Bow, ballata di grande successo pubblicato il 6 maggio 2008. Take a Bow ha raggiunto la vetta della classifica statunitense, diventando la sua terza numero uno. Il terzo e ultimo singolo estratto da Good Girl Gone Bad: Reloaded è Disturbia, pubblicato il 26 settembre 2008. Questo singolo ha raggiunto nuovamente la vetta della Billboard Hot 100, diventando la sua quarta numero uno. La promozione di Good Girl Gone Bad è terminata con Rehab, cantato insieme a Justin Timberlake, pubblicato il 12 dicembre 2008.
Rihanna ha anche duettato con il rapper T.I. in un nuovo singolo, Live Your Life, che ha raggiunto la numero uno in Nuova Zelanda e Stati Uniti d'America, dove è stato per sei settimane non consecutive. Good Girl Gone Bad ha venduto oltre sette milioni di copie nel mondo. Il 15 settembre 2007 è partito il The Good Girl Gone Bad Tour, secondo tour di Rihanna composto da 80 spettacoli; la tournée è terminata il 24 gennaio 2009 a Città del Messico. L'8 febbraio 2009, in seguito al successo del suo terzo album e dei relativi singoli, avrebbe dovuto partecipare alla cinquantunesima cerimonia per l'assegnazione dei Grammy Awards, ma ha dovuto rinunciare per alcuni problemi insorti con l'ex fidanzato Chris Brown, successivamente accusato di violenza domestica e d'aggressione nei confronti della cantante.
Il 4 maggio 2009 ha partecipato al galà del Costume Institute tenutosi al Metropolitan Museum di New York dopo mesi d'assenza dalle scene. Il progetto legato al suo terzo album è terminato con la pubblicazione, nel gennaio 2009, di Good Girl Gone Bad: The Remixes, contenente versioni remix delle canzoni che componevano l'album originale. Rihanna ritorna sulla scena musicale dopo la violenta lite con Chris Brown lanciando Run This Town, una collaborazione con Jay-Z e Kanye West che ha raggiunto la numero due nella Billboard Hot 100, la numero uno in Regno Unito e i primi posti in classifica di alcuni Paesi.

### 2009-2011: il ritorno conRated ReLoud

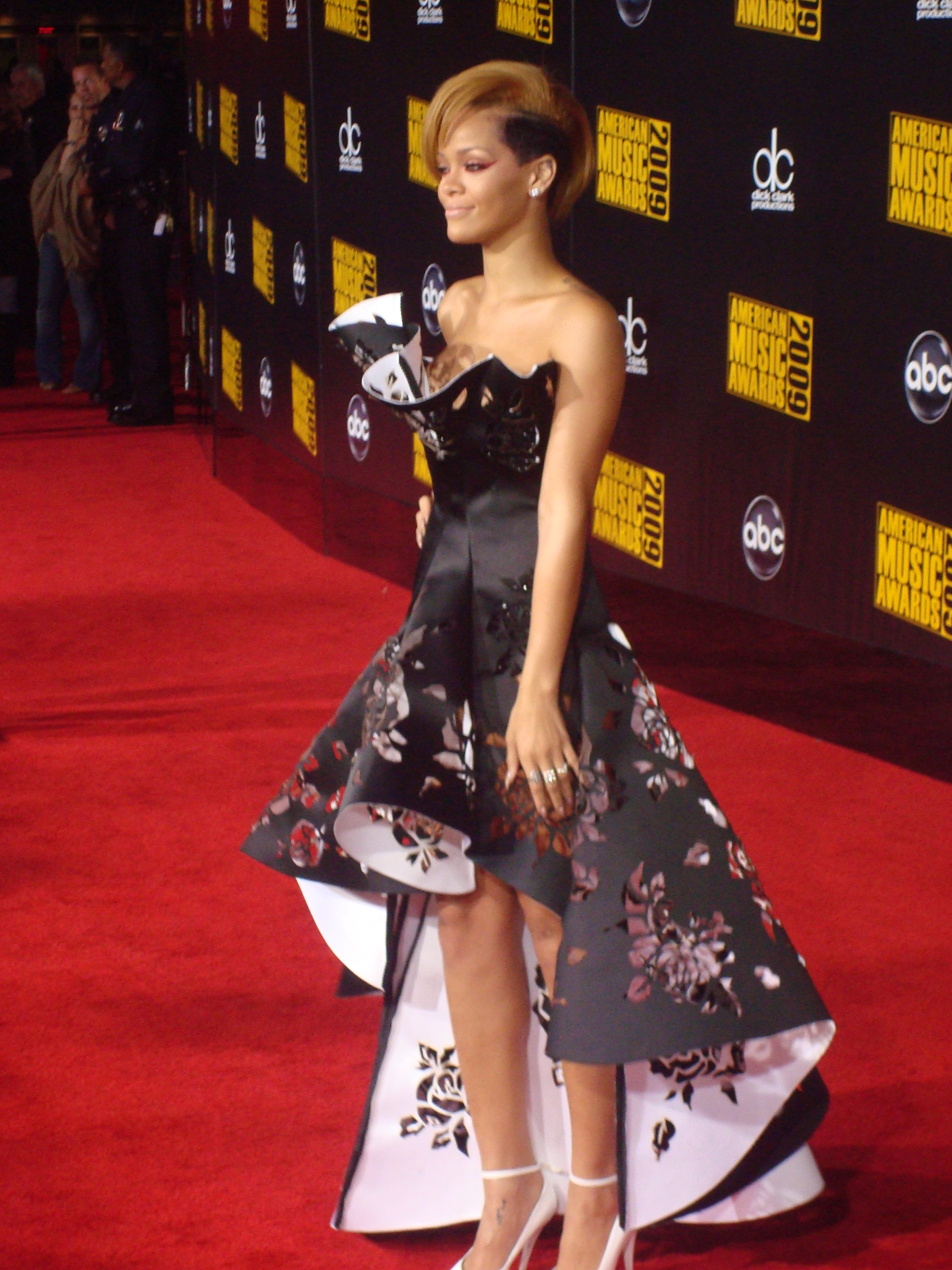
Rihanna agli American Music Awards 2009

Rihanna ha iniziato a registrare il suo nuovo album in studio a marzo 2009. Questo è stato concepito nell'arco di circa otto mesi, da marzo 2009 a novembre dello stesso anno. Per comporre il nuovo album Rihanna ha collaborato con Chuck Harmony, The-Dream, Christopher Stewart, Chase & Status, Stargate e Justin Timberlake. L'uscita del nuovo album, intitolato Rated R, è avvenuta il 23 novembre 2009. Ha debuttato alla posizione numero 4 della Billboard 200, ottenendo la certificazione di disco di platino da parte della RIAA per aver venduto oltre un milione di copie. Inoltre, è arrivato in vetta in Norvegia e Svizzera.
Il 26 ottobre 2009 è stato pubblicato il singolo promozionale dell'album, Wait Your Turn e il 16 ottobre il corrispettivo video. Il primo singolo estratto dall'album è stato invece Russian Roulette, scritto e prodotto da Ne-Yo e pubblicato il 2 novembre 2009, che ha raggiunto il successo planetario arrivando a collocarsi entro le prime dieci posizioni in molti Paesi. Russian Roulette si piazza alla seconda posizione nel Regno Unito e alla nona negli Stati Uniti d'America. Come secondo singolo viene scelto Hard, anche se solo per il mercato statunitense. Il brano è stato pubblicato il 19 gennaio 2010. Hard riesce a riscuotere un modesto successo mondiale arrivando alla numero otto della graduatoria statunitense. Il terzo singolo estratto, secondo in Europa, è stato Rude Boy, reso disponibile a livello mondiale il 19 febbraio 2010. Esso diviene in breve tempo una hit planetaria, capace di surclassare i predecessori estratti dal progetto Rated R: è infatti arrivato in vetta in Australia e anche Stati Uniti d'America. Sean Kingstone e Details ne hanno creato una cover dal titolo Rude Girl, sulla quale è stato girato anche un video. Il brano vanta anche un discreto successo in Italia, dove ha raggiunto l'ottava posizione.
Il 18 maggio 2010 è il turno del brano Rockstar 101, quarto singolo solo negli Stati Uniti d'America. Il brano non ha avuto il successo sperato. Il 7 giugno 2010 esce un nuovo singolo, quinto in totale: Te amo, non destinato al mercato statunitense. Esso è stato dotato di un moderato successo mondiale soprattutto nel continente europeo. In particolare, in Italia, Te amo ha raggiunto la settima posizione, mentre nel Regno Unito la quattordicesima. Il 16 aprile 2010 viene inaugurato il Last Girl on Earth Tour, tour di Rihanna a sostegno di Rated R. Protrattosi per oltre un anno si è concluso il 12 marzo 2011 a Perth, in Australia. Ancor prima, la versione remixata di Rated R intitolata Rated R: Remixed è stata messa in commercio il 24 maggio 2010.
Nel frattempo, nell'agosto 2010, dall'album Recovery del rapper Eminem è stato estratto come secondo singolo internazionale il brano Love the Way You Lie, in collaborazione proprio di Rihanna. Il singolo stesso ha esordito nella classifica Billboard Hot 100 alla seconda posizione per poi raggiungerne la vetta che ha mantenuto per sette settimane consecutive, divenendo la settima numero uno di Rihanna fino ad allora in carriera. Inoltre ha raggiunto la vetta delle classifiche di diverse altre nazioni, venendo consacrato come una delle hit più fortunate di sempre ed è il singolo più venduto dell'anno 2010 in Regno Unito oltre che il primo di Rihanna ad aver distribuito più di un milione di copie nel Paese. La cantante, nell'autunno dello stesso anno, ha prestato la voce anche per All of the Lights, una collaborazione incisa con Kanye West, estratta come quarto singolo dall'album del rapper statunitense, My Beautiful Dark Twisted Fantasy. Il brano viene acclamato dalla critica, che ne ha elogiato prevalentemente il suono «coinvolgente».
Nell'autunno 2010 è stato pubblicato anche il singolo Who's That Chick?, collaborazione della cantante con il disc-jockey francese David Guetta tratta dall'album di quest'ultimo One Love, che ha ottenuto un buon responso commerciale. Il suo quinto album in studio, Loud, è stato pubblicato il 12 novembre 2010 e ha debuttato alla terza posizione della classifica statunitense, vendendo 207 000 copie nella sua prima settimana. Inoltre Loud è giunto primo in Canada, Irlanda, Norvegia, Regno Unito e Svizzera. Il singolo di lancio, Only Girl (in the World), è stato pubblicato a livello mondiale il 13 settembre 2010.
Il singolo si è piazzato alla numero uno in una decina di Paesi di tutto il globo, dall'Australia al Canada, dal Regno Unito all'Italia. In Italia diviene il primo singolo dell'artista alla numero uno. Negli Stati Uniti d'America il brano restituisce alla cantante la sua nona numero uno nella Hot 100. Il secondo singolo estratto è What's My Name?, collaborazione con Drake, pubblicato digitalmente il 26 ottobre 2010 in attesa della pubblicazione del disco di provenienza. Il singolo ha raggiunto la numero uno sia negli Stati Uniti d'America sia in Regno Unito, dove Rihanna è divenuta la prima cantante solista a piazzare cinque singoli alla numero uno anno dopo anno. Negli Stati Uniti d'America il brano ha raggiunto la vetta della Billboard Hot 100 due settimane prima del precedente estratto, Only Girl (in the World) e grazie a ciò la cantante si rivela esser la prima nella storia della musica statunitense a collezionare un singolo apri-pista al vertice della graduatoria dopo esser stato preceduto da un secondo estratto. Inoltre, è la prima artista a godere di tre brani al vertice della classifica in un unico anno sin dal 2008, anno in cui la stessa aveva posto un altro trio di canzoni composto da Take a Bow, Disturbia e Live Your Life. Il 7 dicembre 2010 esce Raining Men, singolo promozionale dell'album che vede la partecipazione di Nicki Minaj.
Il 14 febbraio 2011 Rihanna porta a casa un Grammy per Only Girl (in the World) come miglior brano dance ai cinquantatreesimi Grammy Awards. La promozione dell'album prosegue con la pubblicazione del terzo singolo internazionale (quarto negli Stati Uniti d'America) del brano S&M, pubblicato il 21 gennaio 2011 negli Stati Uniti d'America e l'11 aprile 2011 in Italia. Tuttavia ha subito alcune censure nel testo a causa di alcune parole ritenute volgari e nel titolo, in Regno Unito modificato in Come On. Il relativo video venne censurato in quasi l'intera Asia per i contenuti poco consoni, e, in altri Paesi, per essere visto su YouTube bisogna tuttora dichiarare di essere maggiorenni. Questo singolo ha avuto un grande successo entrando nei primi dieci posti di tantissimi paesi di tutto il mondo. Ne fu creato anche un remix con l'aggiunta della voce della collega statunitense Britney Spears, pubblicato in rete l'11 aprile 2011. Esso arrivò in testa alla Billboard Hot 100.
Il 3 maggio 2011 viene pubblicato per il mercato statunitense il singolo Man Down, il quale si presenta in Italia solo il 5 agosto dello stesso anno; esso non ha avuto il successo sperato nell'America del Nord, ma ha ricevuto un maggiore impatto in Francia, dove ha raggiunto la vetta, e in Italia, dove si è stanziato all'ottava posizione. Il 13 maggio è stata la volta di California King Bed, arrivato alla vetta in Polonia e in Slovacchia e decimo in Italia, paese nel quale è stato impiegato come colonna sonora per i nuovi spot Nivea, di cui Rihanna era l'allora testimonial. Il 2 agosto 2011 è stato pubblicato Cheers (Drink to That), settimo singolo complessivo, mentre il 26 dello stesso mese è uscito il rispettivo video, nel quale svolge un breve cameo anche la cantante canadese Avril Lavigne, il cui brano I'm with You è servito da campionamento durante la produzione della canzone. Il 4 giugno 2011 la cantante dà il via alla promozione del suo disco con il Loud Tour, che fa tappa in tutto il mondo, tranne in Asia ed Oceania. Le ultime tre date del tour, nelle quali la cantante si è esibita alla O2 Arena di Londra, sono state filmate pera pubblicazione di un DVD, chiamato proprio Loud Tour Live at the O2. Il 30 agosto 2011 esce sul mercato il singolo Fly, un secondo duetto della rapper Nicki Minaj con Rihanna, tratto dall'album d'esordio della prima artista, Pink Friday, dove ha riscosso un buon successo in Nuova Zelanda.

### 2011-2013:Talk That TalkeUnapologetic
Il 2 giugno 2011 il produttore e cantante Kevin Rudolf ha dichiarato ai microfoni di Rap-Up di essere al lavoro su nuovo materiale per Rihanna. La stessa Rihanna, inizialmente, aveva confermato su Twitter di essere al lavoro su una riedizione dell'album Loud, per poi smentire la notizia annunciando invece di essere al lavoro a un nuovo album.
Il 2 ottobre 2011 è stato annunciato il titolo del sesto album in studio,Talk That Talk, la cui uscita è avvenuta il 21 novembre 2011. Il singolo apripista dell'album, We Found Love, prodotto dal DJ e cantante Calvin Harris, viene pubblicato il 22 settembre 2011. Il brano è arrivato in vetta in molti paesi, anche negli Stati Uniti d'America, dove ha dominato la classifica per un totale di dieci settimane, divenendo il singolo di Rihanna che è stato più tempo alla numero uno e il singolo con più settimane alla numero uno nel 2011, e undici in Canada. Rihanna ha trionfato agli MTV Video Music Awards 2012, ricevendo l'ambito titolo di video dell'anno per il video di We Found Love, divenendo la prima donna a portarsi a casa questo riconoscimento per la seconda volta.
Il secondo singolo estratto dall'album è stato You Da One, pubblicato il 14 novembre 2011 il cui video, girato nell'Irlanda del Nord, è stato presentato un mese più tardi. You Da One ha avuto un discreto successo, arrivando alla decima posizione in Nuova Zelanda e alla quattordicesima negli Stati Uniti d'America. Il terzo singolo estratto, l'omonimo Talk That Talk, è stato pubblicato negli Stati Uniti il 17 gennaio 2012. Il brano era già riuscito ad entrare in svariate classifiche musicali nel dicembre 2011 grazie al grande successo digitale ottenuto dall'album. Nel febbraio 2012 la cantante diffonde un documentario in quattro parti chiamato The Road To Talk That Talk, dove si può vedere il processo di creazione dell'album con spezzoni di tour, monologhi dell'artista, e scene di Rihanna insieme al suo entourage.
Il 6 marzo 2012 viene messo in commercio il quarto singolo, Birthday Cake, che vede la collaborazione del cantante Chris Brown. Il brano è arrivato alla ventiquattresima posizione della Billboard Hot 100 senza video o promozione. L'8 maggio 2012 viene pubblicato Where Have You Been come terzo singolo per il resto del mondo e come quinto singolo in totale. Per la canzone è stato girato un video. Il brano, rispetto ai precedenti tre, ha registrato un maggiore successo commerciale, soprattutto in Francia dove ha raggiunto la seconda posizione, oltre ad aver raggiunto la top ten di molti paesi, tra cui Stati Uniti e Regno Unito, rispettivamente alla 5 e 6 posizione. Il 7 settembre 2012 entra in rotazione radiofonica il sesto ed ultimo singolo estratto dall'album, ovvero Cockiness (Love It). Il 12 febbraio 2012 Rihanna viene decretata vincitrice di un terzo Grammy per la miglior collaborazione con un artista rap ed è protagonista dei BRIT Awards 2012 venendo incoronata come miglior artista femminile internazionale per il secondo anno di fila.
A febbraio 2012 vengono pubblicate due nuove collaborazioni, Princess of China, inciso con i Coldplay ed estratta dal fortunato album Mylo Xyloto, e Take Care, duetto con il rapper Drake tratto dall'album omonimo. A fine anno Forbes la nomina la quarta celebrità più rilevante dell'anno, con un utile di 53 milioni di dollari fatturati nell'arco temporale che va da maggio 2011 e maggio 2012; nello stesso anno la rivista Time l'ha nominata come una delle cento persone più influenti del mondo.
Il 19 agosto successivo, la cantante si è aperta pubblicamente per la prima volta sulla questione legata a Chris Brown per poi scoppiare a piangere durante un'intervista concessa alla nota conduttrice Oprah Winfrey in una puntata della seconda edizione del programma televisivo Oprah's Next Chapter. La puntata ha avuto un forte impatto mediatico, tanto da divenire la seconda più seguita nella storia della rete televisiva di proprietà della Winfrey.

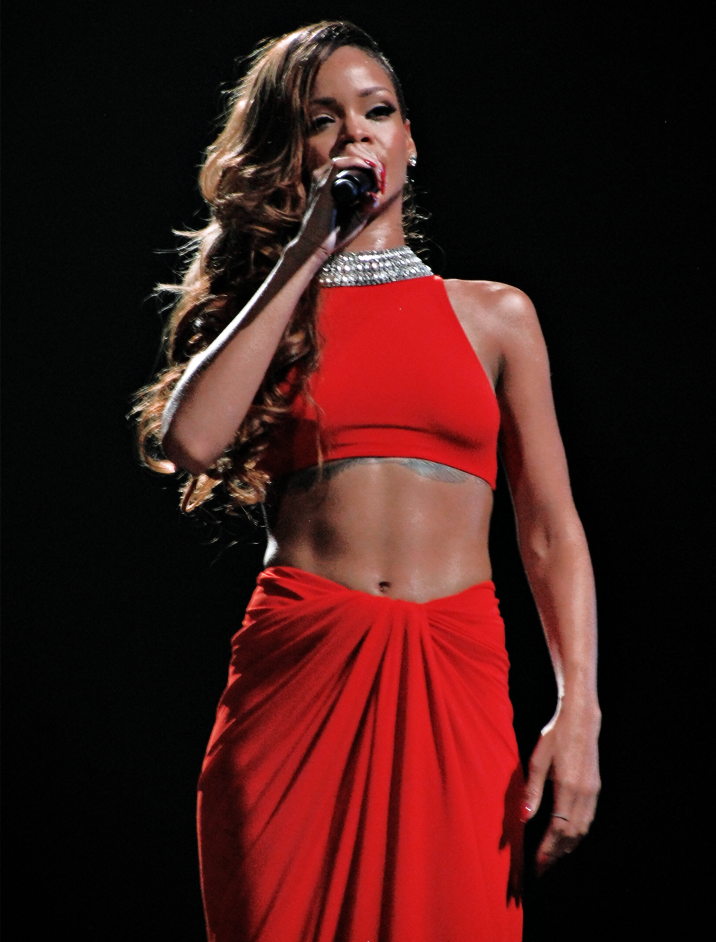
Rihanna in concerto nel 2013

Il 20 giugno 2012 Rihanna ha cominciato a registrare il suo settimo album in studio a Londra, collaborando con produttori di rilievo quali Nicky Romero, Burns e David Guetta. Il 27 settembre dello stesso anno viene pubblicato e mandato in rotazione radiofonica Diamonds, singolo di lancio al nuovo album di inediti. Diamonds decolla rapidamente nelle classifiche mondiali e si stanzia alla numero uno in Paesi di più continenti, anche in Canada e negli Stati Uniti, divenendo la dodicesima numero uno di Rihanna nella Billboard Hot 100. L'11 ottobre 2012 vengono presentati la cover e il titolo del settimo album, cioè Unapologetic, disponibile dal 19 novembre. La settimana di pubblicazione dell'album, la cantante intraprende il 777 Tour, un mini tour composto da sette concerti avvenuti in sette giorni e in sette diverse città del mondo. Per il tour, è stato realizzato un documentario, intitolato Rihanna 777 Documentary... 7Countries7Days7Shows, trasmesso il 6 maggio 2013 in anteprima dalla Fox e distribuito sotto forma di album video a partire dal giorno seguente. Negli Stati Uniti d'America Unapologetic debutta in cima alla Billboard 200 durante la prima settimana di vendita con oltre 238 000 copie vendute, divenendo il primo album della cantante a conseguire tale posizione. Rihanna mette a segno anche un nuovo record per numero di vendite nella prima settimana, superando quelle del suo quinto album Loud.
Il 30 novembre la cantante ha anche annunciato che il nuovo singolo estratto sarebbe stato Stay, messo in commercio a partire dalla settimana successiva. Il giorno dopo la pubblicazione di Stay, è stato lanciato per le radio urban americane il terzo singolo Pour It Up. Quest'ultimo ha avuto un ottimo successo negli Stati Uniti d'America, dove ha raggiunto il doppio disco di platino senza promozione. Right Now viene estratto come il terzo singolo mondiale (quarto in territorio americano) e mandato in rotazione radiofonica a partire dal 28 maggio 2013. Per promuovere l'album, Rihanna è stata impegnata con il Diamonds World Tour, composto da 96 spettacoli eseguiti nelle arene di tutto il mondo, tranne nell'America Meridionale. Ha preso inizio negli Stati Uniti, precisamente a Buffalo, l'8 marzo 2013 concludendosi, sempre nel territorio statunitense, esattamente sei mesi dopo, a novembre dello stesso anno. Si tratta del quinto tour con il maggiore dell'anno, con un guadagno di oltre 141 milioni di dollari.
Rihanna ha poi collaborato col rapper Wale al remix di una canzone contenuta nel suo album The Gifted, (Bad Remix), presentato il 3 giugno. Era stata registrata anche Put It Up, un duetto che vedeva Rihanna affiancata a Chris Brown. La canzone sarebbe dovuta essere stata inclusa nella lista tracce dell'album di Brown X, ma in seguito alla rottura dei due, si è infine deciso di escludere il pezzo. Sempre a inizio giugno vengono certificate sia Diamonds che Stay triplo disco di platino negli Stati Uniti d'America, entrando a far parte della classifica dei 350 più grandi successi di tutti i tempi secondo Mediatraffic, rispettivamente alle posizioni 130ª e 306ª. Il 29 luglio viene estratto (per le radio francesi in tale data, mentre nel resto del mondo il 1º ottobre) What Now come quinto singolo, dato il grande successo che ha avuto in Oceania. Esattamente un mese dopo, il 29 agosto, vengono presentati dieci remix del brano, frutto soprattutto del lavoro del DJ R3hab. In questo periodo What Now viene certificato disco di platino, come sperato, in Australia. Il 2 ottobre Rihanna pubblica il video di Pour It Up dopo ben dieci mesi della sua pubblicazione come singolo.
In seguito il rapper Eminem ha pubblicato la lista traccia del suo album The Marshall Mathers LP 2 e per la realizzazione della traccia dodici, intitolata The Monster, ha collaborato nuovamente con Rihanna. The Monster è stato scelto come quarto singolo estratto dall'album del rapper, pubblicato il 29 ottobre 2013. Il 15 novembre 2013 è stato invece pubblicato su Vevo il video di What Now, come preannunciato dalla cantante già alcuni giorni prima sui suoi profili social. Nello stesso mese riceve l'Icon Award, un premio alla carriera unicamente dedicato a lei, e consegnato dalla madre durante gli American Music Award. Il 16 dicembre 2013 viene pubblicato il video di The Monster sul canale Vevo di Eminem e poco dopo la cantante colombiana Shakira annuncia la data di uscita del suo nuovo singolo intitolato Can't Remember to Forget You, brano d'apertura al suo nuovo album, in collaborazione con Rihanna, che viene pubblicato il 13 gennaio 2014.

### 2014-2017: inediti eAnti

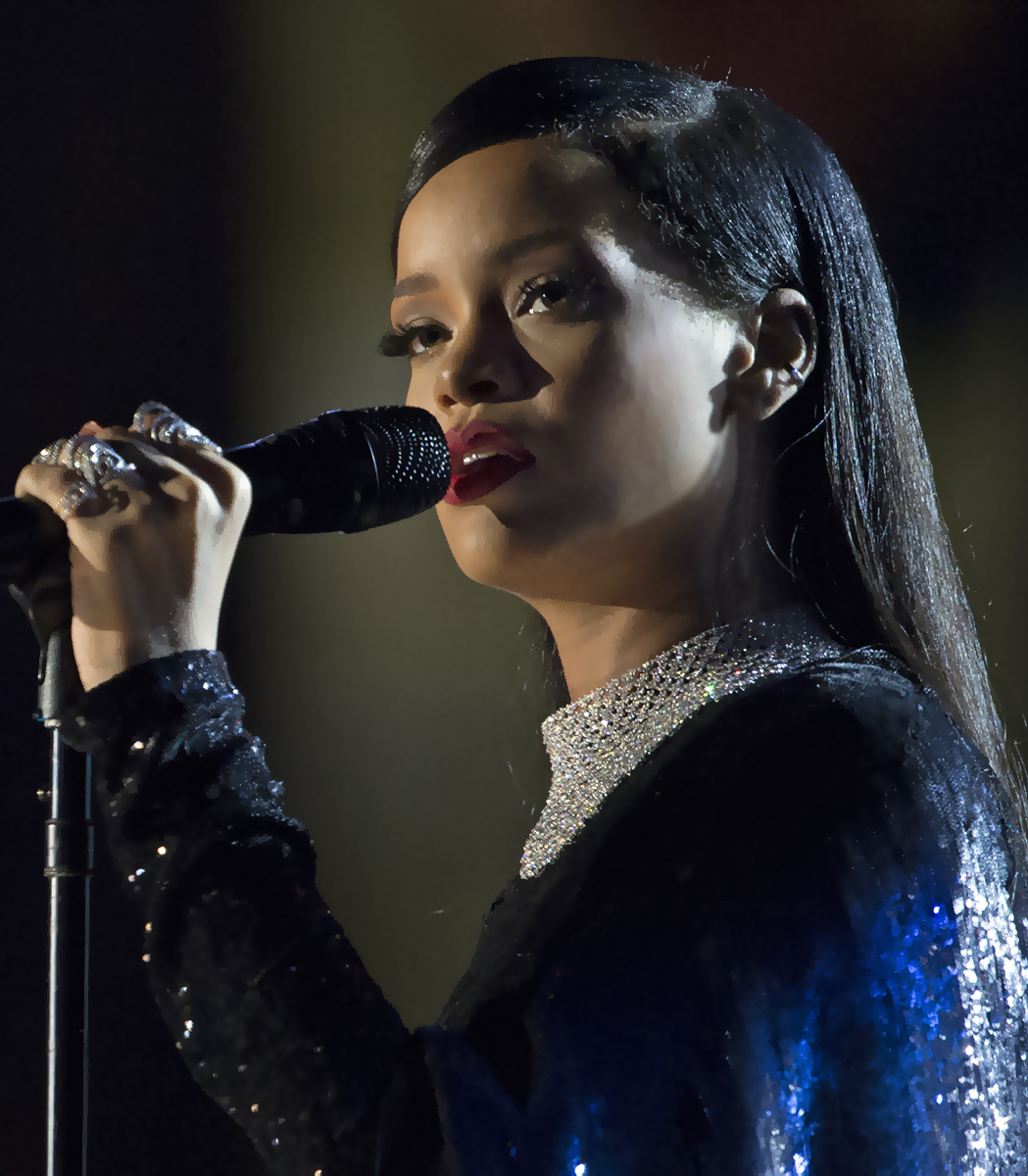
Rihanna in concerto a Washington nel novembre 2014

Dopo le varie collaborazioni con artisti come Eminem e Shakira, è stato annunciato che Rihanna sta lavorando al suo ottavo album in studio. La cantante infatti dall'inizio del 2014 collaborò con produttori come David Guetta, Mustard, Darkchild, Nicky Romero e Kiesza, e con artisti come Future, Kanye West e i Coldplay. Il 25 febbraio 2014 la DreamWorks Animation annunciò che Rihanna avrebbe pubblicato una colonna sonora per il nuovo film d'animazione 3D Home - A casa, nel quale la stessa cantante sarebbe stata tra i protagonisti del doppiaggio, insieme ad altre star tra cui Jennifer Lopez e Steve Martin. L'album fu pubblicato il 23 marzo 2015.
Nel maggio 2014 Rihanna è passata dalla casa discografica Def Jam Recordings alla Roc Nation, già produttrice dei suoi album dal 2010, e nello stesso periodo la cantante è divenuta la prima artista musicale ad aver raggiunto i cinque miliardi di visualizzazioni su YouTube.
Il 7 agosto 2014 Rihanna ed Eminem inaugurarono a Pasadena in California il loro The Monster Tour, eseguito negli stadi di tre città dell'America del Nord e risultando essere sold out. Il 12 novembre 2014 Rihanna si è esibita al Concert for Valor, un evento celebrativo del Veterans Day tenutosi a Washington per celebrare il sacrificio dei militari americani. Durante questo evento Rihanna si è esibita sulle note di Diamonds, Stay e per finire The Monster, insieme a Eminem.
Il 25 gennaio 2015 Rihanna ha pubblicato per il download digitale un singolo inedito intitolato FourFiveSeconds, inciso con Paul McCartney e Kanye West; ad esso ha fatto seguito il relativo video, uscito su Vevo il 3 febbraio. Il singolo è arrivato alla quarta posizione dei singoli più scaricati negli Stati Uniti d'America e nel Regno Unito. Circa due mesi dopo, il 26 marzo, la cantante pubblica un nuovo singolo, intitolato Bitch Better Have My Money. Il 4 aprile la cantante ha invece presentato dal vivo l'inedito American Oxygen in occasione dell'annuale March Madness; tale brano è stato pubblicato come singolo il giorno seguente attraverso la piattaforma musicale Tidal. Il 14 maggio il brano inedito Goodnight Gotham viene utilizzato per sponsorizzare la nuova campagna di Dior, Secret Garden IV. Il 1º luglio 2015 viene pubblicato il video di Bitch Better Have My Money, in concomitanza all'annuncio pubblicato dalla RIAA che vede il trionfo di Rihanna come prima artista della storia ad essere riuscita a vendere 100 milioni di canzoni certificate negli Stati Uniti. A fine settembre, Rihanna è tornata ad esibirsi in America del Sud con due concerti, di cui il primo avvenuto nell'ambito dell'ottava edizione del noto festival brasiliano Rock in Rio e il secondo tenutosi allo Stadio Nazionale del Cile di Santiago. L'esibizione a Rock in Rio, in particolare, ha registrato il tutto esaurito in soli 57 minuti ed ha rappresentato l'evento musicale più seguito dell'anno in diretta streaming, con oltre 7.5 milioni di telespettatori, superando anche gli annuali MTV Video Music Awards.
Il 7 ottobre Rihanna ha annunciato il titolo e la copertina del suo ottavo album in studio, Anti, e per la sua promozione è stato lanciato il sito ANTIdiaRy.com in collaborazione con Samsung. Il 25 gennaio 2016 la cantante ha comunicato di aver completato definitivamente l'album, mentre due giorni più tardi ha pubblicato il singolo apripista Work, inciso in collaborazione con il rapper canadese Drake; il brano registra un buon successo commerciale, divenendo una hit immediata in tutto il mondo: negli Stati Uniti d'America ha raggiunto la prima posizione della Billboard Hot 100, regalando alla cantante il suo quattordicesimo singolo in grado di raggiungere tale posizione, superando in tal modo il precedente primato detenuto da Michael Jackson. Il 28 gennaio Rihanna ha pubblicato esclusivamente su Tidal l'edizione standard di Anti, scaricabile gratuitamente nelle prime 24 ore. A distanza di appena un giorno dalla sua pubblicazione, Anti è stato certificato disco di platino dalla RIAA per aver venduto oltre un milione di copie negli Stati Uniti. Nonostante un tiepido avvio, a partire dalla seconda settimana di disponibilità, il disco ha raggiunto la vetta sia negli Stati Uniti che in Canada, venendo eletto, insieme a Views di Drake, come il miglior album di metà anno secondo la RIAA, grazie a una vendita superiore a due milioni di copie nei soli Stati Uniti.

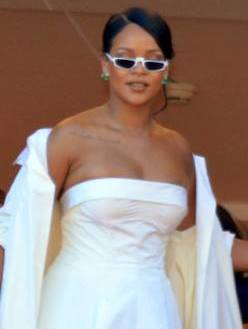
Rihanna al Festival di Cannes 2017

Nel mese di marzo 2016 la cantante ha intrapreso l'Anti World Tour, esibendosi in America del Nord, Europa e Asia, mentre il 30 dello stesso mese sono stati pubblicati contemporaneamente negli Stati Uniti i singoli Kiss It Better e Needed Me, il primo dei quali è stato accompagnato dal relativo video il giorno successivo; il video per Needed Me è stato invece reso disponibile il 20 aprile ed è stato diretto da Harmony Korine.
Il 29 aprile 2016 il DJ britannico Calvin Harris ha pubblicato il singolo This Is What You Came For, inciso con Rihanna. Il brano ha sancito la loro terza collaborazione dopo We Found Love e Where Have You Been (singoli tratti dall'album della cantante Talk That Talk del 2012) ed è stato accompagnato da un video, pubblicato il 17 giugno e che vede come unica protagonista la cantante barbadiana e un cameo di pochi secondi di Harris. Il 27 giugno Rihanna ha pubblicato per il download digitale il singolo inedito Sledgehammer, composto insieme a Sia ed impiegato come colonna sonora del film Star Trek Beyond; il relativo video è stato pubblicato tre giorni più tardi attraverso il canale Vevo della cantante.
Il 27 settembre 2016 e il 3 febbraio 2017 sono stati pubblicati rispettivamente Love on the Brain e Sex with Me come quarto e quinto singolo estratti dall'album. Love on the Brain ha ottenuto un buon successo commerciale, in particolare in territorio statunitense, dove ha raggiunto il quinto posto in classifica. Il 16 giugno 2017 DJ Khaled ha pubblicato il singolo Wild Thoughts, inciso con Rihanna e Bryson Tiller, in contemporanea con il relativo video. Oltre a questa collaborazione, Rihanna è presente nei singoli Loyalty di Kendrick Lamar, vincitore del Grammy Award alla miglior collaborazione con un artista rap nel 2018, e Lemon dei N.E.R.D.
Nell'ottobre 2017 Barbados ribattezza la via in cui Rihanna ha vissuto fino all'età di 16 anni, la Westbury New Road, in Rihanna Drive in suo onore.

### 2019-presente: la candidatura all'Oscar e il Superbowl
Nel settembre 2019 Rihanna ha firmato un nuovo contratto discografico con la Sony/ATV Music Publishing. Il 27 marzo 2020 il rapper PartyNextDoor pubblica il singolo Believe It, in collaborazione proprio con Rihanna, che sancisce il ritorno dell'artista dopo oltre tre anni di assenza dalle scene.
Due anni più tardi, il 28 ottobre 2022, viene reso disponibile il singolo Lift Me Up, sua prima uscita da solista in sei anni nonché facente parte della colonna sonora del film Black Panther: Wakanda Forever e, insieme al relativo videoclip, rappresenta un tributo al compianto attore Chadwick Boseman, protagonista del primo capitolo della saga. Apprezzato dalla critica, il singolo è stato candidato sia ai Golden Globe che ai Premi Oscar 2023 come Miglior canzone originale, regalando in entrambi i casi le prime candidature per Rihanna a queste tipologie di premi. Con la distribuzione del film, avvenuta l'11 novembre 2022, è apparso nei relativi titoli di coda un suo secondo brano inedito, Born Again, inserito nella colonna sonora pubblicata lo stesso giorno.
Il 12 febbraio 2023 si è esibita durante l'halftime show del Super Bowl LVII, svoltosi presso lo State Farm Stadium di Glendale. Nel 2019 la cantante aveva rifiutato l'incarico di artista principale come forma di supporto nei confronti del giocatore di football Colin Kaepernick. L'esibizione, che ha visto il ritorno dal vivo della cantante dopo oltre cinque anni dall'ultima volta (cerimonia di premiazione dei Grammy Awards 2018), ha avuto una durata complessiva di tredici minuti durante i quali Rihanna si è esibita sulle note di alcune delle canzoni più celebri della sua carriera; a inizio esibizione, l'interprete ha mostrato una pancia da gravidanza, facendo intendere di essere incinta del secondo figlio. Successivamente è stato reso noto che l'esibizione di Rihanna è stata la più seguita nella storia della manifestazione fino a quell'anno, registrando 121,017 milioni di telespettatori negli Stati Uniti d'America. Il primato è stato a sua volta superato da Usher nel 2024.

## Stile musicale
Celebrità della musica pop che ha battuto i terreni del contemporary R&B e del dance pop, Rihanna ha fuso tendenze urban e reggae a ritmi ripresi dalla dancehall. Dopo tre album di pop leggero, l'artista è passata al suono più contemporary R&B e hip hop del cupo Rated R (2009) e alle sonorità ballabili di Loud (2010), che ritorna al dance pop degli esordi. Dopo la pubblicazione di Unapologetic (2012), più vicino alla musica urban, la cantante barbadiana ha preso le distanze dalle sue influenze R&B e dance che l'hanno sempre distinta come conferma il più atipico Anti (2016), che segna una virata verso la psichedelia, il soul e il funk.

### Estensione vocale

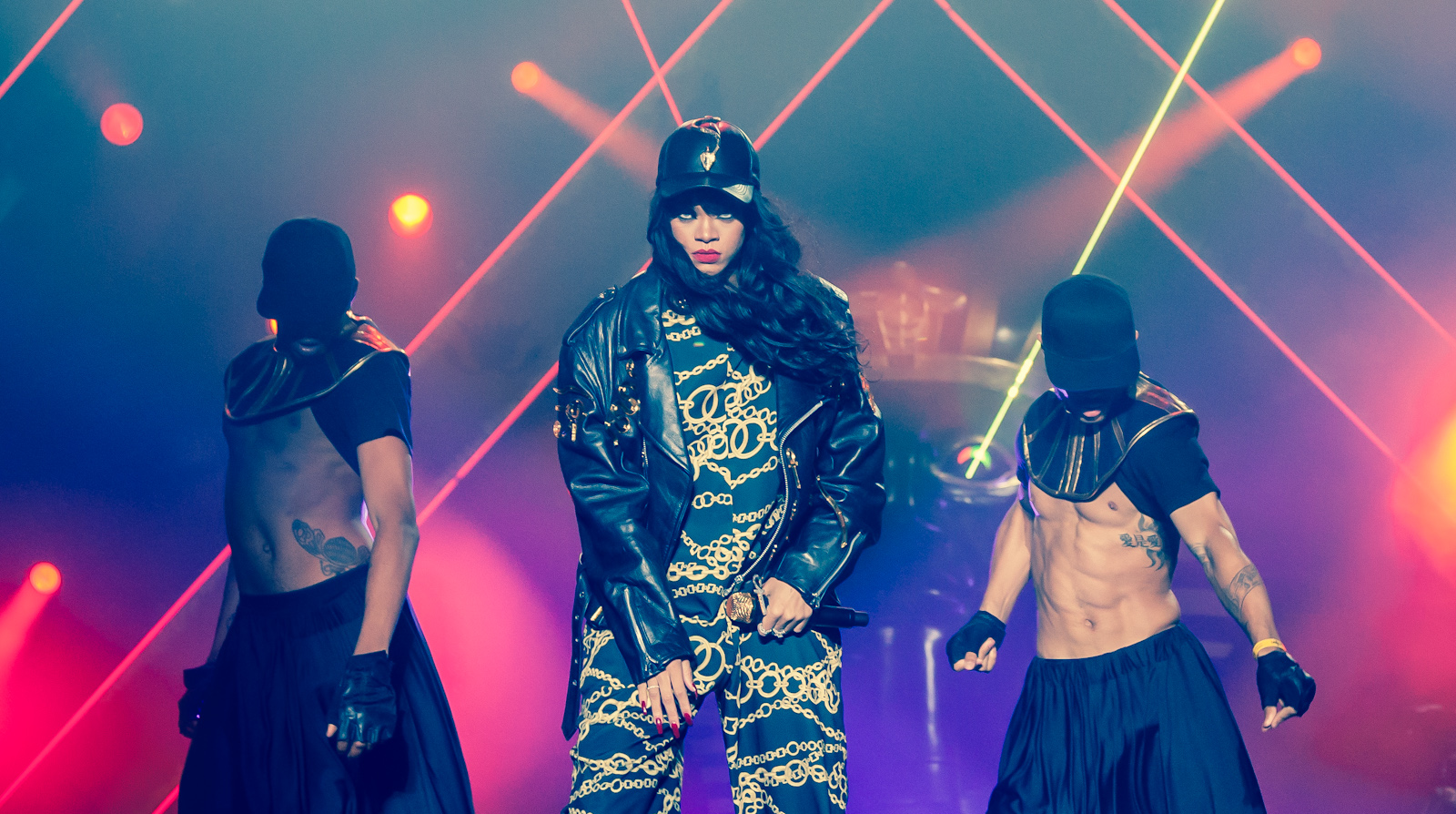
Rihanna, insieme ai suoi ballerini, dal vivo nel 2012

L'estensione vocale di Rihanna è da mezzosoprano in grado di spaziare da Si1 a Do5 (B2-C6). Durante la lavorazione all'album Good Girl Gone Bad la cantante ha confessato di aver preso per la prima volta lezioni di canto, facendosi aiutare in quel caso dal collega Ne-Yo. L'interpretazione vocale offerta dalla cantante nell'album Loud è stata particolarmente apprezzata dalla critica; James Skinner di BBC, nel recensire il brano Love the Way You Lie (Part II), ha definito la voce di Rihanna come potente ed esaltato la stessa a «collante della canzone e di tutto l'album», mentre Andy Gill del The Independent ha ritenuto che California King Bed sia la traccia che maggiormente la valorizza.

### Influenze

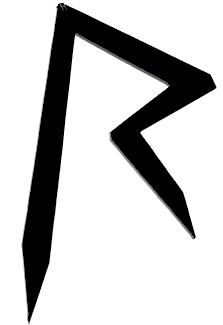
Logo con l'iniziale della cantante

Rihanna ha definito Madonna come il suo idolo e la sua più grande fonte di ispirazione dal punto di vista musicale; di Madonna, la cantante ha lodato soprattutto la capacità di reinverntarsi continuamente nel corso della propria longeva carriera. Insieme a Madonna, anche Mariah Carey costituisce un'influenza significativa per la cantante barbadiana, che ha rivelato che Vision of Love sia stata la canzone che l'ha spinta a dedicarsi all'attività musicale. La cantante è cresciuta ascoltando principalmente Bob Marley, per via delle sue radici caraibiche, e Whitney Houston, la cui celebre reinterpretazione di I Will Always Love You è stata di aiuto a sviluppare negli anni la sua passione per la musica. Altri artisti di riferimento sono Janet Jackson, Beyoncé e le Destiny's Child, Céline Dion, Alicia Keys, Prince e Brandy Norwood. Seppur abbia avviato la propria carriera seguendo un'impostazione essenzialmente raggae e dancehall, Rihanna incorpora all'interno dei propri progetti influenze provenienti anche da generi musicali differenti da quelli da lei espressi; una volta trasferita negli Stati Uniti d'America, desiderosa di conoscere nuova musica, è diventata una convinta sostenitrice del rock.

## Vita privata
Dopo aver brevemente frequentato l'attore Josh Hartnett, ha avuto una relazione con Chris Brown. Nel 2009 Brown viene denunciato dalla cantante per maltrattamento e violenza, a seguito della divulgazione di foto ritraenti la propria persona con lesioni gravi al viso e sul corpo. Qualche mese dopo, tuttavia, Rihanna ritirò le accuse e non procedette legalmente. Successivamente Brown ammise che quella sera era sotto effetto di sostanze stupefacenti.
Nel 2009 ha avuto un flirt con il giocatore di baseball Mamuka Labadze e successivamente nel 2010 con Drake. Con quest'ultimo è stata nuovamente legata sia nel 2014 che nel 2016.
Dopo essere stata avvistata con Brown in un locale di New York e durante un concerto del rapper statunitense Jay-Z, Rihanna si è recata a Berlino per assistere alla data del Carpe Diem Tour di Brown nel periodo di novembre 2012. Nel mese di gennaio 2013, Brown aveva confermato la relazione e lo stesso ha rivelato qualche mese più tardi nel maggio 2013, di essersi definitivamente lasciati.
Nel giugno del 2015 ha intrapreso una relazione con il calciatore francese Karim Benzema, terminata ad ottobre dello stesso anno. Dal 2017 è stata sentimentalmente legata all'imprenditore saudita Hassan Jameel, la cui relazione era stata pubblicamente confermata dalla stessa Rihanna durante un'intervista concessa a Vogue. Come ufficialmente riportato da una fonte anonima molto vicina alla coppia, dopo quasi tre anni di relazione, Rihanna e Jameel si sono separati nel gennaio 2020.
Dal 2020 ha una relazione con il rapper ASAP Rocky, con cui ha avuto due figli, RZA e Riot Rose, nati rispettivamente nel 2022 e nel 2023. Nel maggio 2025 ha annunciato di essere incinta del terzo figlio al Met Gala 2025.

### Controversie legate al caso di violenza domestica
Nel mese di marzo 2018, la nota applicazione Snapchat aveva ospitato all'interno della propria piattaforma la pubblicità di un gioco per smartphone con una foto di Rihanna e del suo ex fidanzato Chris Brown con scritto «preferiresti schiaffeggiare Rihanna o dare un pugno a Chris Brown?», alludendo all'episodio di violenza domestica subita dalla cantante nel 2009. La cantante, attraverso il proprio profilo Instagram si è pubblicamente sfogata contro l'applicazione, dichiarando: «Snapchat, sai di non essere la mia app preferita, ma sto cercando di capire qual è l'intento di questo disastro. Vorrei chiamarla ignoranza, ma so che non siete così stupidi». La cantante ha quindi proseguito puntando il dito contro una campagna poco rispettosa per le vittime di violenze e abusi: «Non si tratta solo dei miei sentimenti personali, ma di tutte le donne, bambini e uomini che sono stati vittime di violenza domestica in passato e soprattutto di quanti non ne sono ancora usciti. Ci avete deluso. Vergognatevi».
Nonostante le scuse da parte dei vertici di Snapchat e la rimozione dello spot dalla piattaforma, le lamentele di Rihanna hanno avuto un effetto immediato sulle quotazioni in borsa dell'app, che poco dopo la pubblicazione della storia della cantante ha perso il 4,5% delle proprie azioni per un valore di 800 milioni di dollari.

## Attività imprenditoriali
Oltre alla propria carriera musicale, negli ultimi anni Rihanna è anche particolarmente attiva nel campo dell'imprenditoria. Il 30 marzo 2015 viene annunciata la sua partecipazione, insieme a quella di numerosi altri artisti musicali, tra gli azionisti della piattaforma musicale Tidal, che offre la possibilità di combinare una qualità audio lossless a video musicali in alta definizione con contenuti esclusivi e funzionalità speciali. La società, acquistata in primo luogo dal rapper Jay-Z, si prefigge come obiettivo quello di «riportare le persone a rispettare la musica e riconoscerne i suoi valori». A un anno di distanza, nel 2016, la cantante firma un accordo di pubblicazione della propria musica esclusivamente attraverso l'etichetta Westbury Road Entertainment di cui è proprietaria, fondata nel 2015 in onore della residenza in cui la cantante è stata cresciuta a Barbados. Westbury Road ha stretto un accordo di distribuzione con Universal Music Group e il primo progetto pubblicato dalla cantante è stato il suo ottavo album in studio Anti.

### Moda
Sin dagli esordi della sua carriera, Rihanna ha dimostrato uno spiccato interesse per la moda, che ha definito come il «suo meccanismo di difesa». Il primo impegno di rilievo in questo settore arriva nel novembre 2011, quando collabora in qualità di stilista con Giorgio Armani. Il 2 giugno 2014 ha partecipato, insieme alle icone fashion del momento, al Council of Fashion Designers of America. Tre giorni più tardi, la cantante si è recata a Parigi dove ha firmato una partnership di reciproca collaborazione con il marchio Hard Rock Cafe, che prevede il contributo della popstar al programma Artist Spotlight di Hard Rock, che presenta il lavoro di artisti internazionali e sostiene cause umanitarie in tutto il mondo. Infatti, il brand offrì una donazione di 200.000 dollari alla fondazione Clara Lionel. Il risultato di questa collaborazione è stata una t-shirt venduta in edizione limitata in tutti i negozi Hard Rock del mondo.

Rihanna alla sua sfilata di moda Fenty x Puma nel 2016

Il 16 dicembre 2014 Rihanna ha firmato un contratto pluriennale con il marchio di abbigliamento PUMA, che ha avuto inizio a partire da gennaio 2015, facendola diventare così l'ambasciatrice a livello globale del marchio, oltre ad essere la direttrice creativa della collezione donna. Bjørn Gulden, amministratore delegato di PUMA, ha commentato la scelta: «La firma con Rihanna è uno step fantastico per PUMA. Il suo profilo globale, il suo carisma, la sua personalità e la sua ambizione fanno di lei l'ambassador perfetta per il nostro brand». Nel 2016 la linea di abbigliamento realizzata da Rihanna insieme a PUMA ha debuttato nell'ambito dell'annuale settimana della moda di New York, ricevendo un forte apprezzamento da parte dei più autorevoli critici di moda.

### Marchio Fenty
A settembre 2017 Rihanna lancia Fenty Beauty, la sua prima linea di cosmetici nata da un accordo con la società LVMH e definita da Time come una delle venticinque migliori invenzioni dell'anno. Sempre in collaborazione con LVMH, nel maggio 2019 la cantante presenta la sua prima maison di lusso, Fenty, diventando in tal modo la prima imprenditrice nera a creare una propria linea all'interno del prestigioso gruppo parigino. Il 31 luglio 2020 la linea di cosmetica di Rihanna si estende con la fondazione di Fenty Skin, che si occupa di prodotti per la cura della pelle.
Nel 2018 viene lanciata anche la linea di biancheria intima Savage x Fenty. La prima collezione viene presentata nel mese di settembre dello stesso anno alla settimana della moda di New York. Nel corso dell'edizione 2019 del medesimo evento, Rihanna ha presentato la nuova collezione della linea durante uno show esclusivo tenutosi al Barclays Center di Brooklyn, le cui sfilate sono state accompagnate da esibizioni da parte di vari artisti internazionali, e che è stato trasmesso globalmente da Amazon Prime Video dal 20 settembre dello stesso anno. Savage x Fenty e Amazon Prime Video hanno stretto un accordo per trasmettere anche l'edizione successiva dell'evento, avvenuta nel 2020.
Rihanna ha registrato il suo cognome Fenty come marchio da impiegare esclusivamente per gestire le proprie attività imprenditoriali e benefiche. A gennaio 2019 Rihanna ha formalmente presentato al tribunale di Los Angeles una denuncia nei confronti del padre Ronald accusandolo di appropriazione indebita di diversi marchi registrati a suo nome. Secondo l'accusa, l'uomo avrebbe avviato un'impresa, la Fenty Entertainment, in nome della quale si presenta come manager della cantante, anche per quanto riguarda l'organizzazione di concerti, contestando in particolare la firma a sua insaputa di un accordo da parte di Ronald Fenty per un tour di quindici concerti della cantante in America Latina per un valore complessivo di quindici milioni di dollari.
Fenty cessa ufficialmente le proprie attività nel 2021, in accordo con LVMH, a causa del dilagare della pandemia di COVID-19 e dell'impossibilità della cantante di poter gestire il marchio al di fuori degli Stati Uniti d'America. Gli altri marchi della cantante, ovvero Fenty Beauty, Fenty Skin e Savage x Fenty, rimangono invece in attività. Nel giugno 2024 viene lanciato un nuova linea di prodotti a marchio Fenty che si occupa della cura e dell'acconciatura dei capelli, appunto denominata Fenty Hair.

### Profumi
La prima fragranza realizzata da Rihanna, Reb'l Fleur, è stata messa in commercio nel gennaio 2011; ad essa ha fatto seguito Rebelle nel febbraio dell'anno successivo. Le campagne promozionali di entrambi i profumi sono state realizzate dal regista Anthony Mandler. A novembre 2012 viene lanciata la terza fragranza, Nude, mentre tra il 2013 e il 2014 sono state presentate Rogue e il corrispettivo maschile, chiamato appunto Rogue Man. Dopodiché, si è occupata della serie di fragranze Riri, Crush e Kiss, rese disponibili tra il 2015 e il 2017. Nell'agosto 2024 è stata scelta come nuovo volto per la campagna promozionale della celebre fragranza di profumo J'adore firmata dalla casa di moda Christian Dior.

## Altre attività

### Filantropia

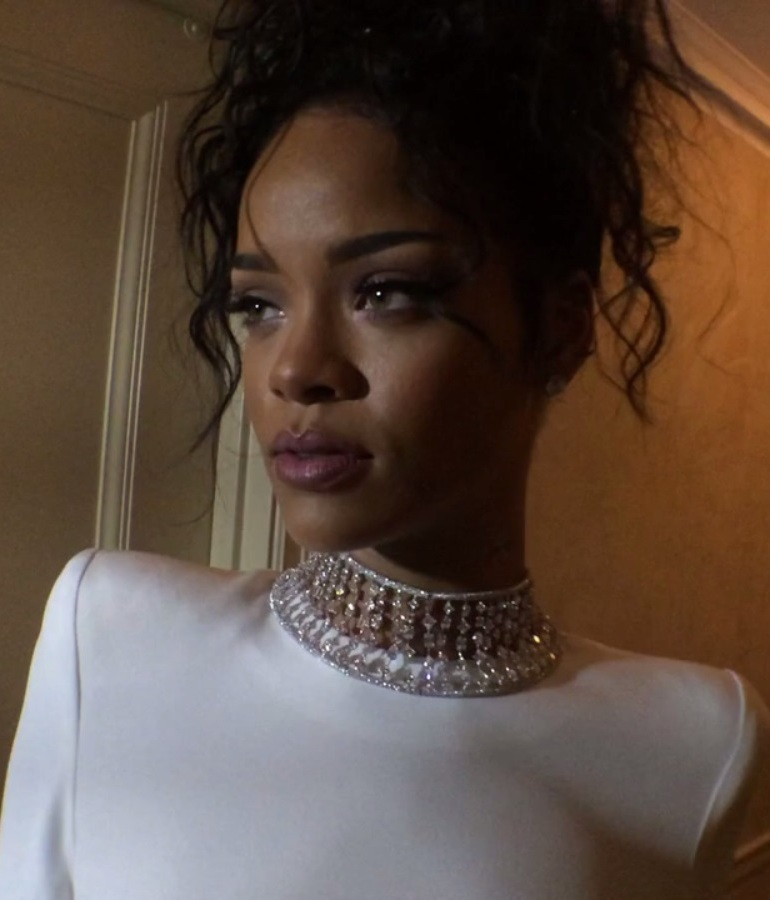
Rihanna al Met Gala nel 2014

Nel 2006 Rihanna ha istituito la fondazione Believe, con lo scopo di aiutare i bambini ammalati in stato terminale. Ha organizzato diversi concerti per raccogliere fondi per la fondazione. A fine agosto 2008 è stato pubblicato il singolo Just Stand Up!, una canzone per raccogliere fondi per la ricerca contro il cancro. Alla canzone partecipano altre quattordici cantanti R&B, pop e country: Nicole Scherzinger, Beyoncé, Carrie Underwood, Miley Cyrus, Sheryl Crow, Fergie, Leona Lewis, Keyshia Cole, LeAnn Rimes, Natasha Bedingfield, Mary J. Blige, Ciara, Mariah Carey e Ashanti. Il 2 settembre la canzone è stata pubblicata come download digitale e il 5 eseguita live da tutte le cantanti alla campagna promozionale Stand Up to Cancer. Rihanna, insieme ad altre popstar come Timbaland e i Good Charlotte, ha partecipato alla realizzazione, organizzata dall'azienda H&M di "Fashion against AIDS", una collezione di abiti, i cui introiti sono stati devoluti alla ricerca per l'AIDS.
Il 27 ottobre 2008, a Londra, ha preso parte all'evento Divas II insieme ad Anastacia, Dionne Warwick, Leona Lewis, Pink, Gabriella Cilmi e le Sugababes.
Nel 2010 Rihanna ha inciso Redemption Song, cover di una canzone di Bob Marley, che ha interpretato all'Oprah Winfrey Show. Il brano, reso disponibile sulla piattaforma iTunes degli Stati Uniti d'America per qualche tempo, ha visto i propri profitti devolversi a favore delle diverse associazioni che aiutano i disagiati sopravvissuti al Terremoto di Haiti del 2010. Sempre per la stessa causa la cantante ha inciso il brano Stranded (Haiti Mon Amour) insieme a Bono, The Edge (che sono rispettivamente il cantante e il chitarrista degli U2) e a Jay-Z. La canzone ha raccolto oltre cinquantasette milioni di dollari di introiti, poi devoluti. Il brano ha raggiunto la posizione numero tre nelle classifiche di paesi quali Irlanda e Svezia, sebbene negli Stati Uniti d'America, dopo il debutto alla sedicesima posizione, il pezzo è sceso in classifica alla posizione numero ottantaquattro per poi sparire.
Nel 2012 ha inoltre creato la Clara Lionel Foundation, che si prepone come obiettivo la lotta alla povertà e alle malattie virali, oltre che il sostegno alle popolazioni colpite dagli uragani o da altre calamità naturali. Alla fine dell'anno la cantante ha donato quasi 2 milioni di dollari all'ospedale Queen Elizabeth di Bridgetown, che come ringraziamento ha rinominato Centro Clara Braithwaite per l'Oncologia e la Medicina Nucleare con il proprio reparto di radiologia, commemorando il nome della nonna di Rihanna, Clara Dolly Braithwaite, defunta a giugno dello stesso anno.
Agli inizi del 2014 Rihanna ha deciso di intraprendere il ruolo di portavoce del progetto di sostegno alla lotta contro l'AIDS, che da anni l'azienda di cosmetici MAC porta avanti.
Il risultato è il lancio di due cosmetici della linea MAC Viva Glam, dei quali il 100% del ricavato di vendita sarà donato al MAC AIDS Fund, per supportare concretamente le persone affette da HIV/AIDS in tutto il mondo.
Il primo dicembre 2014 la cantante ha inaugurato la prima edizione di un evento benefico chiamato Diamond Ball a Beverly Hills, condotto da Jimmy Kimmel e organizzato con lo scopo di raccogliere fondi per la Clara Lionel Foundation. L'attore Brad Pitt l'ha introdotta sul palco; Rihanna ha poi cantato alcuni dei suoi più famosi brani davanti 600 invitati, accompagnata da un'orchestra sinfonica. Tra gli ospiti presenti, oltre i già precedentemente citati, vi erano Kim Kardashian, il rapper Big Sean, Ellen Pompeo, Nikki Reed e il cantante Justin Timberlake. Dopo la seconda edizione dell'evento, tenutasi nel 2015, il Diamond Ball si è spostato a New York per le altre tre edizioni avvenute tra il 2017 e il 2019. Rihanna ha giustificato questa scelta dichiarando: «New York offre sempre il perfetto stimolo per l'organizzazione di un evento entusiasmante, motivo per cui sono emozionata che il Diamond Ball si svolga qui. È un bel modo per celebrare gli sforzi compiuti dalla Clara Lionel Foundation e diffondere la consapevolezza della nostra missione a livello globale».

### Cinema e TV

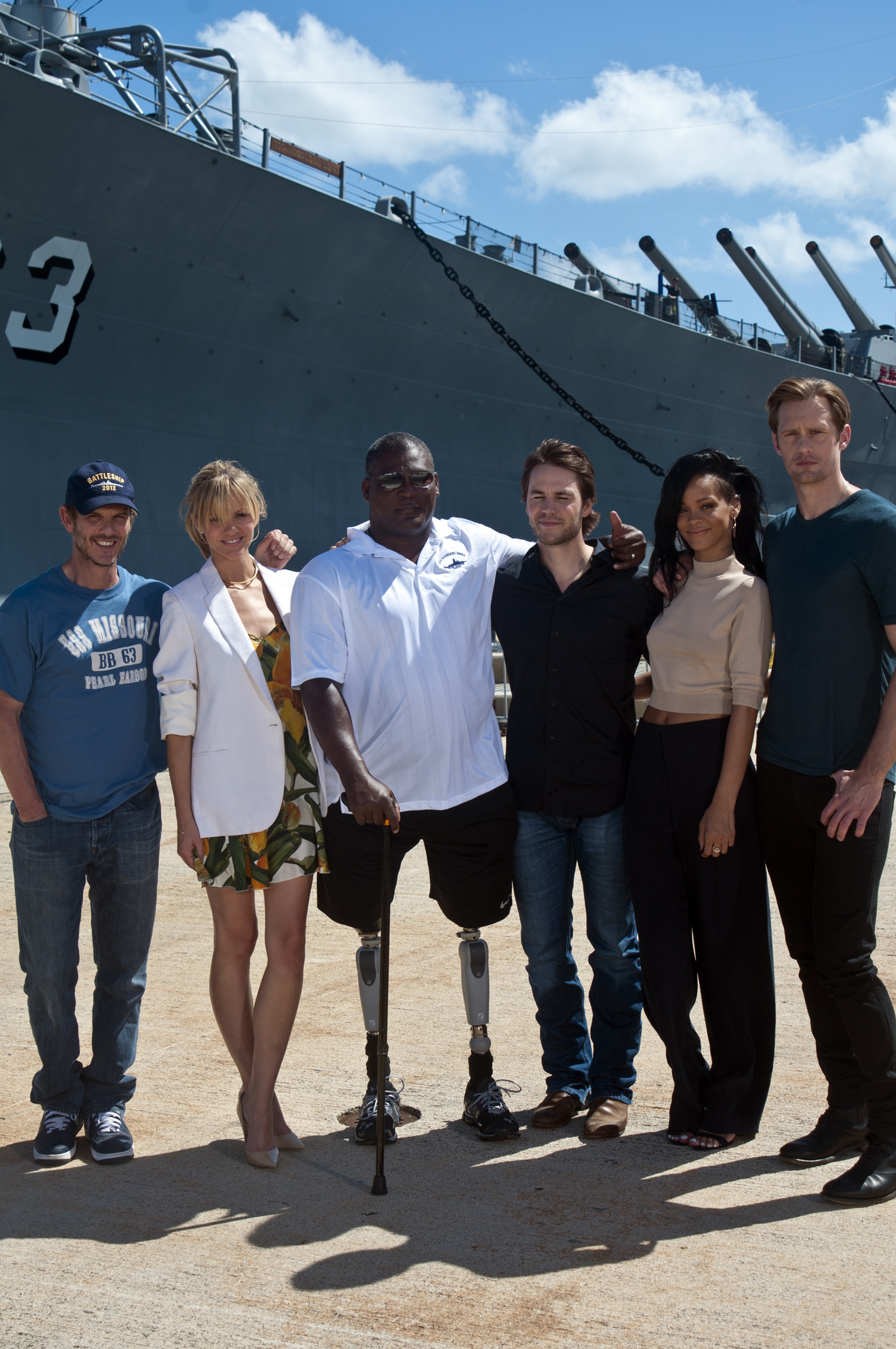
Rihanna (la seconda da destra) assieme ad alcuni membri del cast di Battleship

Nel 2005 è apparsa in un episodio della serie televisiva Las Vegas esibendosi sulle note di Pon de Replay, mentre nel 2006 ha realizzato anche il proprio esordio cinematografico, attraverso un cameo nel film Ragazze nel pallone - Tutto o niente. Nello stesso anno è comparsa in un episodio della soap opera La valle dei pini e nel reality di MTV Punk'd. Nel 2012 ha prodotto e presentato il reality show britannico Styled to Rock, in cui la cantante e altre tee celebrità hanno assistito un geuppo di designer emergenti nella realizzazione delle loro linee di abbigliamento nel corso di un arco temporale di dieci settimane. Il programma è stato esportato l'anno seguente negli Stati Uniti e trasmesso dall'emittente televisiva Bravo.
Nel 2012 le è stato affidato il primo incarico cinematografico di rilievo, prendendo parte al film Battleship diretto da Peter Berg. In esso, veste i panni di una tosta sottufficiale della marina statunitense ed esperta di armi di nome Raikes. Rihanna è presente anche nel film documentario di Katy Perry Katy Perry: Part of Me, distribuito nelle sale di tutto il mondo nel giugno 2012. Come annunciato nel corso dello stesso anno, la cantante avrebbe dovuto partecipare al film Fast & Furious 6, la quale uscita è avvenuta nel 2013, ma l'artista ha deciso di rinunciare al ruolo per via del suo fitto calendario determinato dalla promozione del suo nuovo disco ed è stata per questo sostituita da Rita Ora.
Nel 2017 viene scelta per ricoprire il ruolo iconico di Marion Crane, protagonista del film Psyco, per l'acclamata serie televisiva Bates Motel. Nel mese di luglio dello stesso anno, viene distribuito nelle sale cinematografiche il film Valerian e la città dei mille pianeti, diretto da Luc Besson e in cui Rihanna ricopre il ruolo dell'essere multiforme Bubble. L'anno seguente la cantante continua il proprio impegno cinematografico prendendo parte al cast principale del film Ocean's 8, sequel e spin-off della trilogia Ocean's. Nel 2019 ha affiancato Donald Glover al film Guava Island, sceneggiato dallo stesso Glover e diretto da Hiro Murai. Il film è stato presentato in anteprima durante l'annuale Coachella Valley Music and Arts Festival ed è stato distribuito da Prime Video.
Nel 2025 doppia il personaggio di Puffetta nel film live-action I Puffi - Il film, per cui ha anche rivestito il ruolo di produttrice della pellicola e compositrice della relativa colonna sonora.

## Discografia
- 2005 – Music of the Sun
- 2006 – A Girl like Me
- 2007 – Good Girl Gone Bad
- 2009 – Rated R
- 2010 – Loud
- 2011 – Talk That Talk
- 2012 – Unapologetic
- 2016 – Anti

## Tournée
- 2006 – Rihanna: Live in Concert Tour
- 2007/09 – The Good Girl Gone Bad Tour
- 2010/11 – Last Girl on Earth Tour
- 2011 – The Loud Tour
- 2012 – 777 Tour
- 2013 – Diamonds World Tour
- 2014 – The Monster Tour (con Eminem)
- 2016 – Anti World Tour

## Filmografia

### Attrice

#### Cinema
- Ragazze nel pallone - Tutto o niente (Bring It On: All or Nothing), regia di Steve Rash (2006)
- Battleship, regia di Peter Berg (2012)
- Katy Perry: Part of Me (Katy Perry: Part of Me 3D), regia di Dan Cutforth e Jane Lipsitz (2012)
- Facciamola finita (This Is the End), regia di Evan Goldberg e Seth Rogen (2013)
- Annie - La felicità è contagiosa (Annie), regia di Will Gluck (2014)
- Valerian e la città dei mille pianeti (Valerian and the City of a Thousand Planets), regia di Luc Besson (2017)
- Ocean's 8, regia di Gary Ross (2018)
- Guava Island, regia di Donald Glover (2019)

#### Televisione
- Las Vegas – serie TV, episodio 3x06 (2005)
- Good Girl Gone Bad Live – documentario (2009)
- Loud Tour Live at the O2 – documentario (2012)
- Bates Motel – serie TV, episodi 5x05 e 5x06 (2017)

### Doppiatrice
- Home - A casa (Home), regia di Tim Johnson (2015)
- I Puffi - Il film (Smurfs), regia di Chris Miller (2025)

## Doppiatrici italiane
Nelle versioni in italiano delle opere in cui ha recitato, Rihanna è stata doppiata da:
- Domitilla D'Amico in Battleship, Bates Motel, Valerian e la città dei mille pianeti, Facciamola finita
- Gemma Donati in Ocean's 8

Da doppiatrice è sostituita da:
- Letizia Scifoni in Home - A casa
- Domitilla D'Amico ne I Puffi - Il film

## Programmi televisivi
- My Super Sweet 16 – reality show (2006)
- Punk'd – programma TV (2006)
- Saturday Night Live – programma TV (2009-2010, 2012, 2015)
- Extreme Makeover: Home Edition – programma TV (2011)
- Rihanna 777 Documentary... 7Countries7Days7Shows – speciale Fox (2013)
- Styled to Rock – programma TV (2013)
- The Voice – programma TV (2015)

## Riconoscimenti

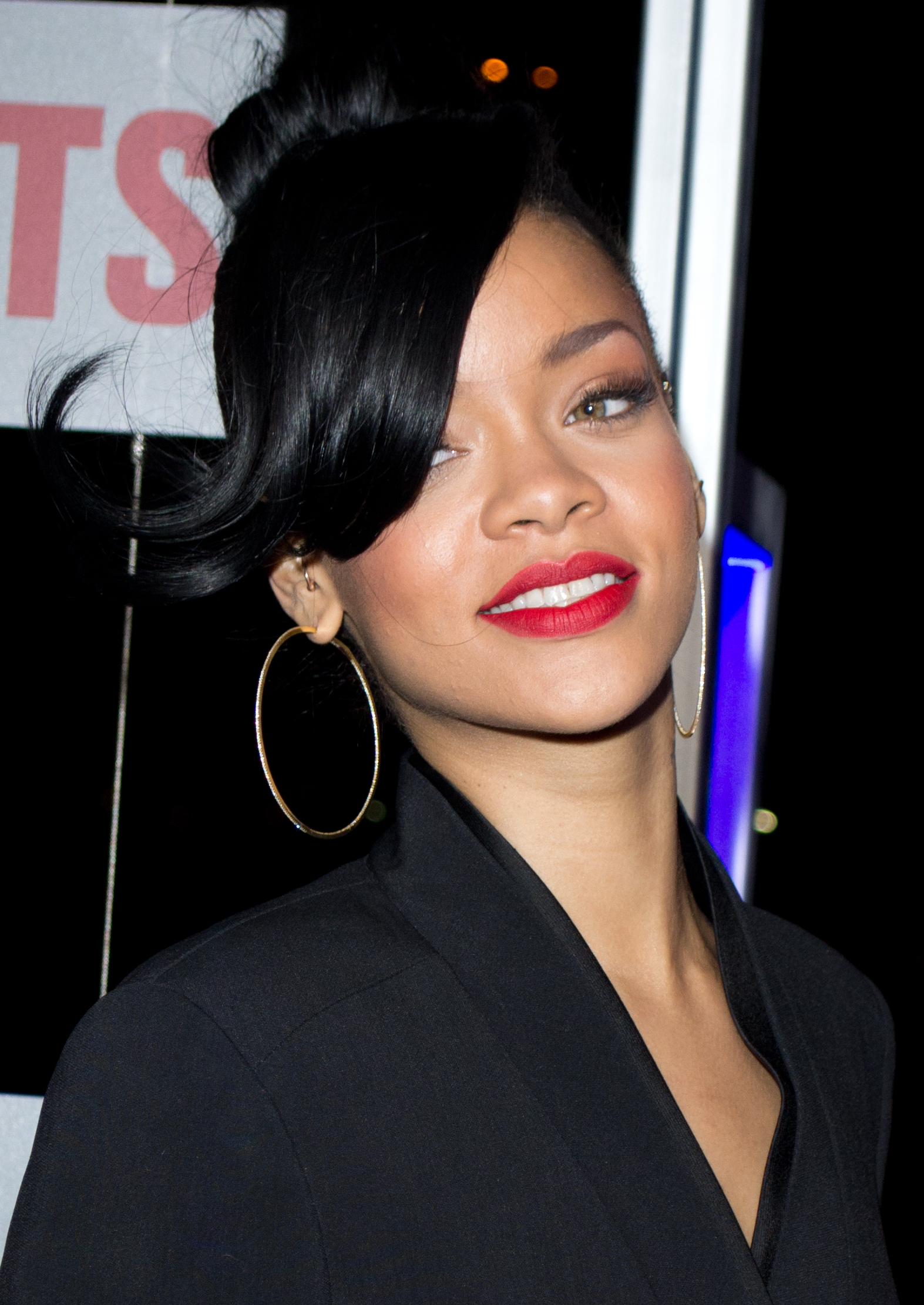
Rihanna nel 2012

Grazie al lavoro svolto durante gli anni Rihanna si è imposta come una delle artiste più premiate nel panorama musicale contemporaneo. Tra i vari riconoscimenti ricevuti, la cantante vanta nove Grammy Awards, tredici American Music Award, dodici Billboard Music Awards, due BRIT Awards, quattro MTV Video Music Awards, quattro MTV Europe Music Awards, otto People's Choice Awards e sette iHeartRadio Music Awards. Nel 2023 ha anche ricevuto la sua prima candidatura all'Oscar nella categoria miglior canzone originale per Lift Me Up, tratta dalla colonna sonora del film Black Panther: Wakanda Forever.
Quattordici dei suoi singoli sono finiti in vetta alla classifica Billboard Hot 100 statunitense, vale a dire: SOS, Umbrella con Jay-Z, Take a Bow, Disturbia, Live Your Life di T.I., Rude Boy, Love the Way You Lie di Eminem, What's My Name? con Drake, Only Girl (in the World), S&M, We Found Love con Calvin Harris, Diamonds, The Monster di Eminem e Work con Drake, superando il record di Michael Jackson, cioè di tredici brani in vetta alla classifica. Così facendo, è divenuta la prima artista attiva negli anni 2000 per numero di singoli al primo posto e la terza donna in assoluto. Inoltre, è la prima ed unica cantante donna ad aver raggiunto il traguardo di oltre nove miliardi di visualizzazioni totali ed un numero di ben ventuno milioni di iscritti sul suo canale di YouTube. La cantante detiene inoltre il primato di artista con più video da solista certificati Vevo, in totale ventotto.
Nel 2010 ha stabilito un record, riportato nel noto libro dei Guinness dei primati, essendo l'artista che ha venduto più singoli e album in Regno Unito. Nel contesto degli MTV Video Music Awards 2012, vince l'ambito premio per il video dell'anno agli grazie a We Found Love, suo singolo di maggiore successo commerciale, proclamandola in tal modo la prima artista femminile della storia ad aver trionfato più di una volta in tale categoria. Agli American Music Awards del 2013 Rihanna è stata celebrata con l'Icon Award, un premio istituito appositamente per lei e consegnatole dalla madre la sera della cerimonia di premiazione.
Il 2 giugno 2014 Rihanna si è aggiudicata il premio di Icona della Moda durante la cerimonia organizzata dal Council of Fashion Designers of America, consegnatole direttamente dalla celebre direttrice di Vogue, Anna Wintour. Tale titolo onorifico era stato in precedenza ricevuto dalla cantante Lady Gaga nel 2011. Il 1º luglio 2015 la Recording Industry Association of America ha annunciato che Rihanna ha superato la soglia delle 100 milioni di copie con i suoi singoli, divenendo la prima artista in assoluto a raggiungere tale obiettivo.
L'ottavo album della cantante, Anti, è stato il disco più veloce della storia a venir certificato disco di platino, precisamente dopo quindici ore dalla sua pubblicazione mondiale. Il 28 agosto 2016, in occasione della 33ª edizione degli MTV Video Music Awards, Rihanna è stata premiata con il Michael Jackson Video Vanguard Award, ambito riconoscimento che premia i musicisti che hanno lasciato un'impronta marcata all'interno del panorama musicale globale; il moonman rappresentativo di tale onorificenza le è stato consegnato dal collega e amico Drake, giunto a sorpresa alla cerimonia.
Il 28 febbraio 2017 ha ritirato il Peter J. Gomes Humanitarian Award, un prestigioso riconoscimento come filantropa dell'anno conferitogli dall'Università di Harvard, dovuto alle numerose iniziative benefiche intraprese durante gli anni. Il 22 febbraio 2020, durante la 51ª edizione degli NAACP Image Award, le è stato conferito l'ambito President's Award, premio finalizzato ad onorare la carriera della cantante con particolare riferimento all'impegno nel sostenere iniziative di carattere umanitario.